# マリー＝ジョセフィン・ゴーディト
マリー＝ジョセフィン・ゴーディト（Marie-Josephine Gaudette、1902年3月25日 - 2017年7月13日）は、かつてイタリア・ローマに在住した長寿の女性（スーパーセンテナリアン）。アメリカ合衆国ニューハンプシャー州出身。
2017年4月15日のエンマ・モラーノの死去以来イタリア在住者としては最高齢となり、自身の死去時には世界で5番目の高齢であった。また2019年にフランスのリュシル・ランドンに年齢を追い抜かれるまで史上最高齢の修道女であった。1958年以降はローマにある修道院で暮らしていた。2008年には当時106歳であったマリーはアメリカ大統領選挙にて投票した。2017年7月13日、115歳と110日で死去。